# Scum (musikgrupp)
Scum är ett black metal/punkband från Norge och USA. Bandet består av medlemmar från Zyklon, Amen och Turbonegro. Scum släppte 2005 albumet Gospels for the Sick. Albumet spelades in i en enda session 2004, och de har bara haft några enstaka liveframträdanden, bland annat på den norska Øyafestivalen under sommaren 2005, och en annan på Camden Underworld i London.
Bandet har arbetat med flera gästande artister, varav en var Mortiis (egentligen Håvard Ellefsen) som skrev och bidrog musikalisk på den ännu outgivna låten "Speaking in Tongues".

## Relaterade band
Scums bandmedlemmar har spelat i flera andra band. Gitarristen Samoth har spelat i noterbara black metal-band som Emperor, Gorgoroth, Satyricon, Zyklon, Thou Shalt Suffer, Arcturus och Zyklon-B, och bidrog i studio för Ildjarn och Burzum. Trummisen Faust samarbetade bland annat med Emperor, Aborym, Zyklon, Thorns och flera mindre kända band som Impostor, Blood Tsunami, Death Fuck, Decomposed Cunt och Stigma Diabolicum. Cosmocrator spelade för Windir, Zyklon, Source of Tide och Mindgrinder. Sångaren Casey Chaos skriver och spelar in allt utom trummor för sitt band, Amen, och sjunger också för Damned Damned Damned och Grindhaller XXX. Thomas Seltzer spelar basgitarr för Turbonegro.

## Medlemmar
Nuvarande medlemmar
- Casey Chaos (Karim Chmielinski) – sång (2002– )
- Samoth (Tomas Thormodsæter Haugen) – gitarr (2002– )
- Faust (Bård Eithun) – trummor (2002– )
- Cosmocrator (André Søgnen) – gitarr (2002– )
- Happy-Tom (Thomas Seltzer) – basgitarr (2002– )

## Diskografi
Studioalbum
- 2005 – Gospels for the Sick

Singlar
- 2005 – "Protest Life"